# مهدی اسلامی
مهدی اسلامی (زادهٔ ۱۸ دی ۱۳۷۰ - ساری) یک بازیکن فوتبال اهل ایران است.

## عملکرد باشگاهی
وی فوتبال را از نونهالان راه‌آهن شروع کرد و در نوجوانان به سایپا پیوست و در رده جوانان به باشگاه فوتبال سایپا پیوست در رده جوانان در باشگاه فوتبال سایپا، راه‌آهن، استیل‌آذین تهران بوده و در رده جوانان کاپیتان تیم استیل‌آذین تهران بوده وی در رده امید برای انجام خدمت سربازی به تیم  فجر تهران پیوست
.. و سپس به امیدهای استقلال پیوست.
استقلال تهران :
پس از حضور در باشگاه فوتبال فجر و پشت سر گذاشتن خدمت سربازی با عقد قراردادی به باشگاه فوتبال استقلال تهران پیوست و همان سال با استقلال تهران به عنوان قهرمانی لیگ ایران دست پیدا کرد.
شهرداری بندر عباس :
وی پس از قهرمانی با تیم استقلال تهران و با نظر امیر قلعه‌نویی به‌طور قرضی به باشگاه فوتبال شهرداری بندرعباس پیوست.
استقلال اهواز :
وی پس از استقلال تهران و شهرداری بندر عباس به تیم فوتبال استقلال اهواز پیوست و چهار فصل برای این تیم به میدان رفت.

## تیم ملی
او سابقه بازی در تیم ملی فوتبال نوجوانان ایران و تیم ملی فوتبال جوانان ایران را در کارنامه خود دارد

## افتخارات
قهرمانی لیگ برتر به همراه استقلال تهران در لیگ دوازدهم ۹۲–۱۳۹۱